# Maria-Joëlle Conjungo
Maria-Joëlle Conjungo (* 14. Juli 1975 in Bangui) ist eine ehemalige Leichtathletin aus der Zentralafrikanischen Republik, die sich auf den 100-Meter-Hürdenlauf spezialisiert hatte. Bei internationalen Meisterschaften vertrat sie stets ihr Heimatland, besitzt aber zusätzlich die französische Staatsbürgerschaft.
Conjungos größter sportlicher Erfolg war der Gewinn der Bronzemedaille im 100-Meter-Hürdenlauf bei den Leichtathletik-Afrikameisterschaften 2000 in Algier. Außerdem nahm sie an den Leichtathletik-Weltmeisterschaften 1999 in Sevilla und 2003 in Paris sowie an den Olympischen Spielen 2000 in Atlanta und 2004 in Athen teil, konnte sich dort jedoch nie für ein Finale qualifizieren.
Maria-Joëlle Conjungo ist 1,70 m groß und hatte ein Wettkampfgewicht von 60 kg. Sie war als Fotomodel auf den offiziellen Werbeplakaten der Leichtathletik-Weltmeisterschaften 2003 in Paris zu sehen. Ihr älterer Bruder Mickaël Conjungo ist mehrfacher Olympiateilnehmer und war 1993 Afrikameister im Diskuswurf.

## Bestleistungen
- 100 m Hürden: 13,51 s, 25. August 2003, Saint-Denis
- 60 m Hürden (Halle): 8,38 s, 4. Februar 2001, Paris
- Dreisprung: 12,06 m, 10. Mai 1998, Antony